# Одбојка на Летњим олимпијским играма 1980.
Такмичење у одбојци на Олимпијским играма у Москви 1980 одржано је у обе конкуренције у Малој арени Централног Лењиновог стадиона и сали Дружба на истом стадиону који се налази у југозападном делу Москве. Такмичење је одржано у периоду од 20. јула до 1. августа. Систем такмичења и број учесника је био исти као и на Олимпијским играма 1976.
Укупно је одиграно 49 утакмица које је посматрало 103.337 гледалаца.

## Освајачи медаља и коначан пласман
| Дисциплина        | Злато | Сребро | Бронза | 4   | 5   | 6    | 7   | 8    | 9   | 10  | 11 | 12 |
| ----------------- | ----- | ------ | ------ | --- | --- | ---- | --- | ---- | --- | --- | -- | -- |
| Мушкарци — детаљи | СССР  | БУГ    | РУМ    | ПОЉ | БРА | СФРЈ | КУБ | ЧССР | ИТА | ЛИБ |    |    |
| Жене — детаљи     | СССР  | ДДР    | БУГ    | МАЂ | КУБ | ПЕРУ | БРА | РУМ  |     |     |    |    |

## Биланс медаља
| Екипа           | Злато | Сребро | Бронза | Укупно |
| Совјетски Савез | 2     | 0      | 0      | 2      |
| Бугарска        | 0     | 1      | 1      | 2      |
| ДДР             | 0     | 1      | 0      | 1      |
| Румунија        | 0     | 0      | 1      | 1      |
| Укупно (4)      | 2     | 2      | 2      | 6      |